# Spathuliger coquerelii
Spathuliger coquerelii är en skalbaggsart som först beskrevs av Leon Fairmaire 1901.  Spathuliger coquerelii ingår i släktet Spathuliger och familjen långhorningar. Inga underarter finns listade i Catalogue of Life.